# Schefflera wardii
Schefflera wardii är en araliaväxtart som beskrevs av Cecil Victor Boley Marquand och Airy Shaw. Schefflera wardii ingår i släktet Schefflera och familjen araliaväxter. Inga underarter finns listade.